# 功德寺
功德寺，位于今中国北京市海淀区青龙桥功德寺1号，是一座藏传佛教格鲁派寺院。

## 历史

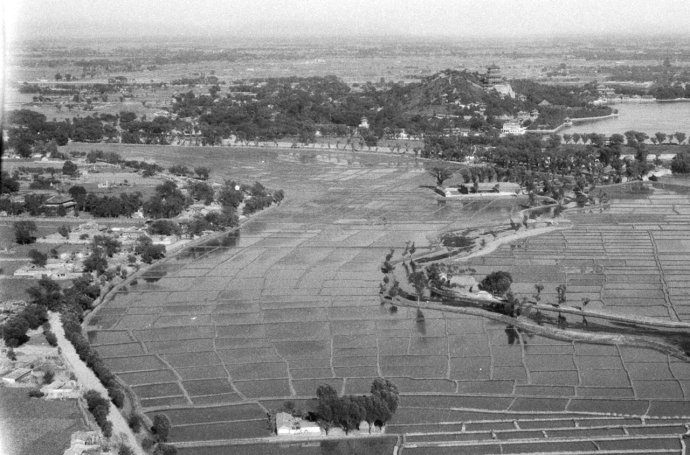
20世纪初的颐和园与功德寺。图中右上角可见颐和园万寿山及昆明湖，图中间为大片稻田，稻田左侧土地凸出处至图左侧边缘，可见一组古建筑，为功德寺，其中还可见一座重檐建筑，应为功德寺的大殿。

功德寺原名大承天护圣寺，位于瓮山泊（即今颐和园昆明湖）西北岸边。大承天护圣寺建于元朝天历二年（1329年），元朝朝廷曾经“发卫卒三千助大承天护圣寺工役”，并且将大量籍没的资产、田地赐给该寺作为永业，布达实哩皇后也资助该寺五万两银。寺内建有行宫，为元朝皇帝驻跸之所，并供奉有元文宗皇帝及太皇太后的御容。寺前的湖中建有三台，传说是元朝皇帝的钓台。元朝至正初年，该寺毁于火灾，随后重修。1980年代初，曾在该寺寺址前的稻田中出土了元代的汉白玉栏板、望柱以及建筑基础，文物部门推测其正是寺前钓台的遗址。大承天护圣寺是元朝该地区规模最大最重要的寺院。
明朝宣德二年（1427年），大承天护圣寺重修，更名为“功德寺”，仍建有行宫，明朝宣德帝、嘉靖帝均曾在此驻跸。嘉靖年间以后，功德寺转衰。
清朝乾隆三十五年（1770年），功德寺奉敕重修。乾隆帝赴清漪园时也去功德寺拈香。功德寺是清朝北京9座满族藏传佛教寺庙之一，且由理藩院管理。
《钦定日下旧闻考·卷一百·郊垧西十》载：
原：元天历二年五月，以储庆司所贮金三十锭、银百锭，建大承天护圣寺。九月，市故宋太后全氏田，为大承天护圣寺永业。十月，立大承天护圣寺营缮提点所。（《元史·文宗纪》）臣等谨按：大承天护圣寺，创自元时，规制巨丽。至正初，毁而复修。明宣德间修建，改名功德寺。至嘉靖时遂废。本朝乾隆三十五年奉勅重修，正殿前檐恭悬御书额曰：“大胜因殿”，殿内额曰：“智珠心印”，联曰：“般若慈源远通华海汇，菩提觉路妙转法轮圆”，皆皇上御书。殿后有亭，中设镂木七级浮图，每级皆供佛像。其下层为铜佛殿，前恭立御制重修功德寺碑亭，碑阴恭勒御制辛卯仲夏拈香题句，皆恭载卷内。

原：布达实哩皇后以银五万两助建大承天护圣寺。（《元史·后妃传》）按：布逹实哩，羲见前，旧作卜答失里，今译改。
原：至顺元年，以四月所籍张珪诸子田四百顷，赐大承天护圣寺为永业。二年二月，命田赋总管府税矿银输大承天护圣寺。三月，以籍入苏苏勒巴勒、丹彻尔特穆尔资产，赐大承天护圣寺为永业。四月，发卫卒三千，助大承天护圣寺工役。九月，命留守司发军士筑驻跸台于大承天护圣寺东。是月，幸大承天护圣寺。（《元史·文宗纪》）按：苏苏勒巴勒（蒙古语敬也），旧作速速班；丹彻尔特穆尔（蒙古语最洁净铁也），旧作丹彻理帖木儿，今俱译改。
原：元统元年十月，奉文宗皇帝及太皇太后御容于大承天护圣寺。至正十三年三月，诏修大承天护圣寺，赐钞二万锭。（《元史·顺帝纪》）
原：至正初，大承天护圣寺火，有旨更作。李稷上言水旱相仍，公私俱乏，不宜妄兴大役，其议遂寝。（《元史》本传）
原：功德寺，旧名护圣，前有古台三，相传元主逰乐更衣处，或曰此看花钓鱼台也。寺极壮丽，中立二穹碑，其一宣宗章皇帝御制建寺文，其一元旧物、番字莫能读也。毘卢阁崇可数寻，凭阑而眺，一寺之胜，皆在目前。盖寺倚山而剏，寺西景皇帝陵及尉悼王墓在焉。（《南濠集》）臣等谨按：功德寺前古台久废，元明碑皆无考。明景泰陵详见后卷。尉悼王墓无考。
原：功德寺甚宏敞，后殿尤精丽。殿柱及藏经笥皆锥金锥金者，布纯金为地，髹彩其上，以锥画之，为人物花鸟状，若绘画然。又有刻丝观音一轴，悬于梁际，此宋元物。寺僧云：禁中所赐也。（《怀麓堂集》）
补：北京功德寺后宫像，设工而丽。僧云，正统时，张太后尝幸此，三宿乃返。英宗尚幼，从之游宫殿，别寝皆具。太监王振以为后妃游幸佛寺非盛典也，乃密造此佛。既成，请英宗进言于太后曰：“母后大德，子无以报，已命装佛一堂，请致功德寺后宫，以酹厚恩。”太后大喜，许之，复命中书舍人写金字经，置东西房。自是，太后以佛及经在，不可就寝，遂不复出幸。（《琅琊漫钞》）
原：功德寺，宣庙临幸之地，西山东麓尽处也。（《拘虚集》）
原：西湖将尽，为功德寺。外有三废台，问之，为元时遗址。两廊画壁俱闳丽。（《文义集》）
原：功德寺修于宣德二年，正殿及方丈凡七进，基皆九撰，拟掖庭制度，费数十万缗。宣德十年，宣庙西郊，省敛驻跸于寺，因留辇仗寺中，自后遂为列圣驻跸之所。嘉靖中，世庙谒景皇帝陵，有司以金山口路隘镵阔数十尺，识者谓此功德寺白虎口也，虎口张将不利于寺，既而上驻辇寺中，膳罢周行廊庑，见金刚像狞恶心忽悸而怒，因以宫殿僣踰坐僧罪，撤去之，寺遂废。（《长安客话》）
原：功德寺废，今存者门耳。门外二三古木，各三四十围，根半出土外，傍多水田。僧无寺业农事，破屋数间，供一木球，施以丹垩等。初兴时，板庵禅师能投是球，球大如斗，不胫而走，逢人跃击地如首稽叩，入侯门戚里募金，人目为木球使者。所募金钱，以建巨刹。成化中，僧戒静建一阁，重檐曲房，为累朝驻跸地。（《帝京景物略》）
原：功德寺有木球使者，其事近于怪。按宋张世南《游宦纪闻》载，雪峰寺僧义存于唐懿宗咸通十一年开山创寺，乾符二年，赐号正觉禅师。寺有木球，相传受正觉役使，呼扑延客，球皆自往来。嘉泰间，寺灾，球忽滚入池中，得不壊。然则以木球为使，浮图固有其术，盖有先板庵而役之者矣。（《渌水亭杂识》）臣等谨按：功德寺木球今存。恭读御制重修功德寺碑文指示，板庵木球之设，直袭唐时正觉禅师轶事，而传会之洵，足袪万世之妄惑矣。
增：《御制重修功德寺碑记》：道海淀，经青龙桥折而西，距玉泉山麓不尽于二里，有遗刹一区。重门三涂不可识已。延睇香积颓垣离立艿荄间，讯诸土人，曰是功德寺也。考《元史》文宗天历二年，建大承天护圣寺。而都穆《南濠集》称，功德寺旧名护圣寺。蒋葵《长安客话》载，寺修于明宣德初，及嘉靖中，车驾驻此，见廊庑金刚像狞甚心悸，因坐僧宫殿僣踰罪，撤去之，寺竟废，盭怪哉！有明，阉焰滋炽，若瑾、振辈横作罔禁，顾犹毁兹寺，使胜国名迹就湮，于意何居？爰诏将作兹寺，久着图志，且当静明园跸途，乃者岁庚寅，为朕六袠庆辰，越辛卯，恭遇圣母皇太后八旬万寿圣节，宜加厘饬，用迓鸿禧。其出内帑，缮而复之，暨所司以落成告，则材致工完，自层闉周阿登登戢戢以逮，旛楔钟鱼靡弗严净具足。夫其背倚嵚岑栴檀蔚森迦陵啭梵六时送音，非功德之林耶？面俯湖堧神瀵奫潫耨池分罫条衣水田，非功德之泉耶？然而朕之记之，讵惟在是，贝夹尝言，以兹功德无量无边必进而讃之曰：“不可思议”。夫不可思不可议者，特从其波及一四天下一切众生，随分圆满末由，举似而为言耳。其在能仁，有建立之功，有精进之德，固无一息不心之以为愿，而身之以为行。无量寿佛经所以有善思议菩萨之目，又岂容委之不关思议，辄自弛其担荷哉。正如古帝者致巍乎焕乎之盛美，持不矜不伐之渊冲，其功德至于民，无能名，而方其食旰衣宵，常于一堂，命礼乐工虞之助吁咈都俞相与动色而交儆。凡皆起于思之精，议之熟，而后不识不知被之者，亦并忘乎思议。其为无量无边也，以证帝释真诠亦若是则已矣。斯尤其可记者，至虞集寺碑谓始作土功时，得古金铜事佛仪器于地中，以为先有密契。《帝京景物略》谓寺僧板庵能役木球使者，出外募金，直袭唐咸通中正觉禅师轶事，傅会其说，盖皆夸功德，而涉思议，其义转堕，又奚足云。
增：乾隆三十六年《御制功德寺拈香作》：兰若玉泉左，经过所必由。颓凉苔久见，轮奂此重修。是日逢庆落，夏云欣布稠。梵声出树静，法雨润田优。废徹缘罗刹（蒋葵《长安客话》云：嘉靖中，车驾驻比，见廊庑金刚像狞甚心悸，因坐僧宫殿僣踰罪，撤去，寺竟废。迄今二百余年，颓落日甚，几不可考。因为静明园跸途所经，出内帑缮复之），荒唐说木毬（《帝京景物略》谓寺僧板庵能役木球使者，出外募金，其说荒唐，因于碑记内辨正之）。门前功德水，兜率可同不？
原：虞集《大承天护圣寺碑》：天历二年，岁在己巳。春月，皇帝若曰：“予承宗庙之重，君临天下，夙夜兢惧，思所以上继祖宗，下安民庶者，不敢少置也。矧予昔在幼冲，太皇太后躬保持而导廸之，欲报之德，亦不敢少忘也。稽诸佛氏之书，孝莫重于报亲，慈莫广于及物，而吾佛之所以阴相我国家者，岂可量哉。汝太禧宗禋使裕噜布哈，中书平章明埒栋阿，大都留守张锦嘉努，其为朕度地以作梵刹，称联心焉。”四月，上幸近郊，观于玉泉之阳，谓侍臣曰：“曾冈复巘，隠隆西北。太湖之浸，汪洋渟涵。峙而东高，瓮山在焉。旁薄扶舆，固祇园之地也。”使太史视之曰：“吉秋八月晦，立隆祥总管府以领之，铸银为印，秩正三品。”以臣裕噜布哈领府事，将作臣额穆尔苏为达噜噶齐国语，达噜噶齐官属之长也。臣锦嘉努为总管。上曰：“建寺而不先正其名，民将因其地而称之。”其署题曰：“大承天护圣寺”。又曰：“寺所以严奉祀事，而廛氓杂居，则几乎渎矣。”买旁近地，得十顷有奇，皆厚直以予之，分赐从臣，俾为休沐之邸，侍祠而至，则处焉。且命其总管府臣，相大田以买之，度其岁入，以为僧食。明年，上寿尊号，改元至顺。十月，上命太师臣雅克特穆尔率百官诣寺所，告诸后土之神，始命大匠治木，因命中书左丞臣萨勒迪为隆祥总管府达噜噶齐，盖以省臣重其事也。二年四月十六日，始作土功，治佛殿基，得古金铜之器于地中，多事佛之仪物，实有密契者。云寺之前殿寘释迦、然灯、弥勒、文殊、金刚并二大士之像。后殿寘五智如来之像。西殿度金书《大藏经》，皇后之所施也。东殿度墨书《大藏经》，岁庚午，上所施也。又像护法神王于西室，护世天王于东室，二阁在水中，坻东曰“圆通”，有观音大士像，西曰“寿仁”，上所御也。曰神御殿，奉太皇太后晬容于中，日有献，月有荐，时有享器，用金宝。曰寿禧殿，上斋宫也，诸宿卫之舍毕具。九月，上谕臣锦嘉努曰：“朕之建寺，非邀福以私朕躬也。昔者国家有佛事之建，金帛谷粟一出于国之经费受役他徒，则民与兵官府供亿并缘为奸，非朕意也。今兹役也，工佣其值，物偿其价，勿使有司因得以重困吾民。”臣锦嘉努预首受诏而退，鸠工以集事材木甓瓦，丹漆设色必精必良。其土宜交易得所称，事出佣艺各奏能，施无遗巧，人乐效力，若子趋父属。枢密、储政两院臣请所以领军就役，而给钱如民，则军士亦被惠矣。从之，凡役军四千三百人。留守臣言，寺有行宫，天子之所斋也，严重不敢亵，请以所领匠将作而给钱如两院之兵。亦从之。十月十五日，上览而悦之，升隆祥总管府为隆祥使司，秩从二品，命太禧宗禋使臣鸿和尔布哈、臣萨勒廸、臣额穆尔苏、大司农臣锦嘉努为之，使他官与次俱升。又作东别殿、柟木别殿、丈室、讲堂、众沙门之居会就之所、碑亭、井亭、庖湢、库廐、门垣、桥梁，咸称观美。凡规制，皆图以献，而上亲临定焉。皇后出大庆礼赐白金，从户部易钞四万锭，及割田赋之在荆襄者以资之。三年，寺大成，于是召五台山万圣寺释师恵印，特赐荣禄大夫、司徒，主教于寺，有勅命臣祖常、臣集、臣法洪、臣惠印，制文以刻诸碑。（《道园学古录》）
按：明埒（唐古特语好名也）栋（砗磲也）阿（五数也），旧作明理董阿。锦嘉努，旧作金界奴。额穆尔苏（满洲语单层也），旧作阿麻。达噜噶齐（蒙古语头目也），旧作达鲁花赤。萨勒廸（索伦语甲也），原作撒迪。鸿和尔（蒙古语黄色也）布哈（义见前），旧作晁火儿不花。今俱对音译改。
原：宋褧《至顺二年五月从驾观承天护圣寺诗》：陪驾西郊外，遐观倦未还。荷深七里泊，云起五华山。胜境嗟来暮，官微媿不闲。凭听歌夏谚，真拟重跻攀。（《燕石集》）
原：傅若金《游城西承天护圣寺作》：梵宫何巍巍，白日耀流藻。前楹交网树，阴罔被灵革。宿昔构华丽，河沙施七宝。丹霞通飞阁，清颷激驰道。车马纵横至，虚谷漫浩浩。飞龙逝不返，令人伤怀抱。游子爱良辰，出门各有携。阳春发惠气，好鸟鸣喈喈。芳花鸣曲渚，新杨发大堤。群物纷相说，斯人多所怀。飘彼陌上尘，化为水底泥。百年亮如此，不乐复奚为。（《傅与砺诗集》）
原：程敏政《自玉泉至功德寺诗》：东风几日到郊垧，岸草汀蒲已自青。羁客乍来无暇日，野人相见亦忘形。湖当鹫岭烟光重，路入龙潭水气腥。闻说先皇曽驻跸，红云犹绕玉泉亭。（《篁集》）
原：王守仁《夜宿功德寺诗》：水边杨柳覆茅楹，饮马春流上一亭，坐久遂忘归路夕，溪云正压暮山青。（《王文成集》）
原：李梦阳《功德寺集唐诗》：忆昔霓旌下南苑，江亭晩色静年芳。重门深锁无人到，僧在翠微开竹房。（《空同集》）
原：何景明《功德寺诗》：宝地烟霞上，珠林霄汉间。宣皇留殿宇，今日共追攀。御榻临丹壑，行宫锁碧山。帝城看不远，时见五云还。（《大复山人集》）
原：薛惠《功德寺诗》：忆昨宣皇帝，端居大有年。庄严修佛土，功德施人天。龙彖山开辟，金银地接连。伤心万岁后，陵谷尚依然。（《西原集》）
原：李濓《功德寺诗》：宣庙行宫袅碧萝，霓旌几驻玉泉阿。三杨扈从宸恩重，十载升平乐事多。勅寺松云封殿阁，钓台霜水落鼋鼍。白头野老空山寂，间说曽看凤辇过。（《嵩渚集》）
原：莫如忠《功德废寺诗》：功德何年寺，开山纪释昙。诸天迷宿莽，双树网晴岚。径掩花空落，坛虚鸟不参。寥寥禅诵侣，穴土自为龛。（《崇兰馆集》）
原：欧大任《功德寺诗》：宣皇游豫日，此地六龙回。忍草生驰道，慈云护讲台。芦汀仙鹭浴，黍雪御桃闲。寂寂留春卉，僧犹望幸来。（《欧虞部集》）
原：黄鳯翔《功德寺诗》：缭绕招提路，平湖映翠岚。烟波生道左，秋色似江南。钟磬天香近，蒹葭雨气含。心随渔艇去，望望欲停骖。（《黄宗伯集》）
补：袁衮《功德寺诗》：宣皇临御日，此地数游观。花下停双辇，松间拜百官。云长依宝座，月自照瑶坛。寂寞桥陵路，惟余古木看。（《袁永之集》）
原：许有壬《护圣寺泛舟浣溪沙词》：花露浓披桂棹香，柳风轻拂葛衣凉，放歌深入水云乡，荷叶杯中倾绿醑，爪皮船上载红妆，都堂何似住溪堂。（《圭堂小藁》）

原：功德寺侧皆古松，有庵曰“松林”，游人多于此憇焉。出松林庵稍西南，至金山口，望见景皇帝陵及诸王公主墓。（《燕都游览志》）臣等谨按：功德寺侧之松林庵今无考，明景泰陵详见后条。

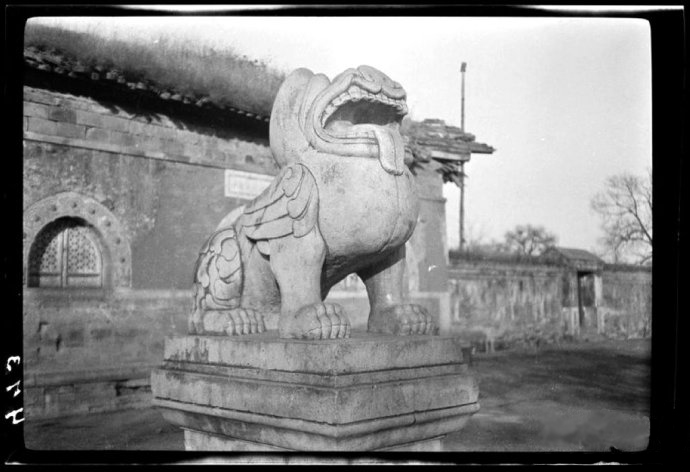
功德寺山门前的石兽之一

清末民初时，功德寺逐渐败落。中华民国时期，该寺改为学校。释妙舟《蒙藏佛教史》载，“现改为学校。寺内僧众额定二十二名，移居海甸陈府太平庵。”
中华人民共和国成立后，寺址成为玉泉山中学的校址。21世纪初开始，寺址上为“海淀区学校后勤管理中心”，该中心的门牌号为海淀区青龙桥功德寺1号，位于玉泉山路北侧。如今，功德寺的建筑物已无存。
功德寺山门前原有两只石兽，其中一只原留在地面上，后被迁入北京石刻艺术博物馆。2000年代，在海淀区教育委员会在功德寺寺址上进行的施工中，挖掘出埋于地下的另一只石兽，以及功德寺山门门额（上有乾隆帝御笔所题“敕重建古刹功德寺”）、山门拱券石、乾隆帝题诗的御制碑及雕龙碑首等等，这些挖掘出来的石刻均放在寺址院落内。其中乾隆帝题诗的御制碑上，刻有乾隆三十六年（辛卯，1771年）《御制功德寺拈香作》：
兰若玉泉左，经过所必由。颓凉苔久见，轮奂此重修。是日逢庆落，夏云欣布稠。梵声出树静，法雨润田优。废徹缘罗刹，荒唐说木毬。门前功德水，兜率可同否？
功德寺拈香作
辛卯仲夏月中澣御笔
（印章：惟精惟一）（印章：乾隆宸翰）
2015年，海淀区计划启动“玉泉山和颐和园之间”（简称“两山片区”）的园外园一期工程，位于该区域内的功德寺，未来有望恢复山门等遗迹。